# 神原村 (島根県)
神原村（かんばらむら）は、島根県大原郡にあった村。現在の雲南市加茂町神原、加茂町宇治、加茂町三代、加茂町南加茂にあたる。斐伊川と赤川の川床の標高に差があるため水害の多発地帯であった。

## 地理
- 河川：斐伊川、赤川[1]

## 歴史
- 1889年（明治22年）4月1日、町村制の施行により、大原郡神原村、宇治村、三代村、南加茂村が合併して村制施行し、神原村が発足[1][2]。
- 1934年（昭和9年）5月1日、大原郡加茂町、屋裏村と合併し加茂町が存続して廃止された[1][2]。

### 地名の由来
- 『出雲国風土記』に記載の神原郷から[1]。

## 産業
- 農業[1]

## 名所・旧跡・観光地
- 神原神社[1]